# Estat lliure de Kamtxatka
L'Estat lliure de Kamtxatka va ser un projecte d'estat antibolxevic, amb suport del Japó, que es va intentar el 1921 i no va reeixir.
Després de la revolució de febrer de 1917, els menxevics van crear un comitè peninsular que va assumir el govern de la regió, però després de la Revolució d'Octubre els comerciants més radicals van prendre el poder i van establir el Consell regional de Kamtxatka, que va adoptar com a bandera una de vermella amb la inscripció ciríl·lica "Consell regional" (27 de febrer de 1918). Va passar un altre cop als blancs el 12 de juliol de 1918 i hi van governar fins al 10 de gener de 1920, quan els bolxevics van arribar a la capital, Petropàvlovsk, i van dominar la regió, on es va crear un Comitè Popular revolucionari de Kamtxatka.
Un líder blanc, Gapónovitx, amb suport japonès, va intentar prendre el poder el 1921 i establir un estat independent. Aquest estat s'havia de dir "Estat lliure de Kamtxatka" i se li va dissenyar un escut i una bandera. Aquesta darrera tenia dos models: un com a bandera de guerra, que es basava en l'escut de la península del temps dels tsars (atorgat el 1843), i era blanca amb tres muntanyes (o volcans) negres i tres discos vermells; i una altra com a bandera civil i d'estat, que era de tres franges horitzontals, blanca, vermella i negra.
L'intent va fracassar l'octubre de 1921, però al cap de pocs dies el govern blanc de Spiridon Merkulov, amb seu a Vladivostok, va ocupar la regió i va obligar els comunistes a fugir a les muntanyes (octubre de 1921). Merkulov va fer arrestar els comunistes que va trobar, però també els separatistes de Gapónovitx. El 10 de novembre de 1922, els bolxevics van reconquistar Petropàvlovsk i tota la península va passar a control soviètic.